# Meringopus symmetricus
Meringopus symmetricus là một loài tò vò trong họ Ichneumonidae.